# Károly Huszár

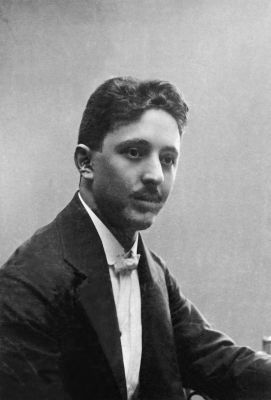
Károly Huszár, 1910.

Károly Huszár, född 10 september 1882, död 29 oktober 1941, var en ungersk politiker.
Huszár var ursprungligen folkskollärare och journalist, blev medlem av representantkammaren 1910. Han var en av de ledande antirevolutionära krafterna 1918-19, blev kultusminister 1919 och var ministerpresident 1919-20. Huszár var även senare en av ledarna för den kristligt-sociala gruppen.